# Lijst van Nederlandse boeken- en pocketreeksen
Dit is een lijst van Nederlandse boeken- en pocketreeksen die in de vorige en deze eeuw verschenen. Een boeken- of pocketreeks is een bij elkaar horende reeks van boeken of pockets die gemeenschappelijke kenmerken hebben.
- 14 muisjes
- 100procent Reisgidsen
- 100procent Stedengidsen
- 365 dierenverhaaltjes

## A
- Aadje Piraatje
- Aapje
- ABC Romans
- Academische Zwarte Beertjes
- Accolade-reeks
- Adriaan en Olivier
- Agent en Boef
- Albert Cornelis Baantjer
- Allereerste stapjes
- Ambo Klassiek
- Amigo reeks
- Amstelboeken
- Anansi de spin
- Anna
- Antilope Reeks
- Arendsoog
- Artis Historia
- Atlas Havank Reeks
- Aula-reeks
- AVI-lezen met Paul van Loon
- Avonturen uit een Magisch Verleden
- Avontuur en Techniek Reeks

## B
- Balfour Fortuin
- Barnet SF Reeks
- Bas Banning-serie
- Baskerville-serie van Athenaeum - Polak & Van Gennep
- BBLiterair
- Beeld-Encyclopedie De Alkenreeks
- Beestenbos is boos

- Biggles
- Bob Evers
- Bob Morane
- Boeken van de Slangenoorlog
- Boeken van liefde en lust. De Morgen Bibliotheek
- Boek van de maand
- Born SF
- Bourne
- Broederband
- Bruna Gouden Beertjes Reeks
- Bruna Mythen en Legenden Reeks
- Bruna SF Reeks

## C
- Cadfael
- Candlelight
- Capitool Reisgidsen
- Complot 365
- Componistenreeks
- Conan
- CSI Reeks

## D
- Dagboek van een muts
- David Brown's detectiveserie
- Davidsfonds Klassiekers lezen in de oorspronkelijke taal
- De Aardkinderen
- De avonturen van Sherlock Holmes
- De bende van Hotel De Korenwolf
- De Bezige Bij kapitaal reeks
- De Boeken van de Heren der Duisternis
- De boeken van de Levende Schepen
- De boeken van de Nar
- De boeken van de Zieners
- De Boekvink
- De Club van 7
- De Cock (70 boeken)
- De Donkere Toren
- De Drakenrijders van Pern
- De Duivelsprinsen
- De Engelbewaarder
- De geheimen van de onsterfelijke Nicolas Flamel
- De Grijze Jager
- De Groten van alle tijden (Amsterdam Boek)
- De Hongerspelen
- De Jonge Samoerai
- De Kameleon
- De kleine waarheid
- De Klimaatreeks
- De kronieken van de eerste ijstijd
- De Kronieken van de Raven
- De Kronieken van Thomas Covenant
- De Kronieken van Valisar
- De Laatste Afstammelingen
- De laatste bazuin
- De Literaire Luxe Reeks
- De Literaire Pocketreeks
- Deltareeks
- De mooiste van_ (Poëziereeks Lannoo)
- De Nederlandse Fauna
- De nieuwe trapeze
- De Patria-Reeks
- De poort des Doods
- De Rode Ridder
- De Saga van de Oorlog van de Grote Scheuring
- De Toegepaste Kunsten in Nederland
- De Tuinspiegel, reeks van oorspronkelijke novellen
- De Uilenreeks
- De Vampierzusjes
- De verboden boeken. De Morgen-bibliotheek
- De vier van westwijk
- De Vrije Bladen
- De wereld van Darren Shan
- De Wetten van de Magie
- De Wonderbare Wereld
- De Zilverdistel
- De Zoon van Neptunus
- Dikkie Dik
- Dik Trom
- Dinotopia*
- Dolfijnenkind
- Dolfje Weerwolfje
- Dominicus reisgidsen
- Duimpjes
- Duin
- Dummie de Mummie

## E
- Ellendige avonturen
- Ellery Queen
- Elsevier Paperbacks
- Elsevier Pockets
- Elseviers Bibelot Reeks
- Elseviers natuurgidsen
- Elseviers Repertoria
- Ender

## F
- Fontein SF
- Franco Suisse minibibliotheek
- Frieda Klein-serie van Nicci French

## G
- Geboortegraf-trilogie
- Geschiedenis van Het Bildt
- Globe Reeks
- Gouden boekjes
- Gouden Haantjes
- Gozewina
- Gregor de Bovenlander
- Grijpstra en De Gier
- Grote ABC-Pockets
- Grote Beren
- Grote Lijsters

## H
- Harlequin
- Harry Potter
- Hercule Poirot
- Het Bureau
- Het complot
- Het Erfgoed
- Het gouden kompas
- Het Hoe en Waarom Boek
- Het Huis Anubis
- Het Kerkhof der Vergeten Boeken
- Het leven van een loser
- Het Lied van IJs en Vuur
- Het Rad des Tijds
- Het veelkleurig land
- Hugo

## I
- Ik Jan Cremer
- Illustrated Classics
- In de ban van de Ring
- In de Soete Suikerbol
- Ippa's wandel-, reis- en kastelengidsen

## J
- Jacques-albums
- Jellema Hogere Bouwkunde
- Jerry Cotton
- Jonge Lijsters

## K
- Kabouterboeken van Rien Poortvliet
- Kapitein Zeppos
- Karl May Pockets
- Karl May Reisavonturen
- Kippenvel (jeugdboekenserie)
- Klassieke Galerij
- Klik en Klak
- Koningsmaker, Koningsbreker
- Kramers' woordenboeken
- Kronieken van de Erfgenamen
- Kronieken van de Onderwereld
- Kroonlijsters
- Kunstcollectie De Morgen
- Kwatta-albums

## L
- Lannoo's dicht-bij-huisgidsen
- Legenden van de Oorlog van de grote scheuring
- Les Rougon-Macquart
- Libellen-serie
- Life
- Life jeugdboeken
- Lifeliner 2
- Lijsters
- Literaire Juweeltjes
- Literaire Reuzenpockets
- Literaire Reeks De Witte Olifant
- Lonely Planet
- Lord Lister
- Lucky Pockets

## M
- M=SF
- Margriet Zomerromans
- Marka pockets
- Marnix-Pocketreeks
- Marnixreeks
- Mary Poppins
- Meester Pompelmoes
- Meesters der Vertelkunst
- Mei Pockets
- Mensen in het Wit Reeks
- Merlijn-trilogie
- Meulenhoff Pockets
- Mimosa Reeks
- Monografieën over Vlaamse Letterkunde
- Monumenten van geschiedenis en kunst

## N
- Nederland Leest
- Nederlandse Klassiekers AD-serie
- Nick Carter Serie
- Niemeijer's Tabak-albums
- Nijgh & Van Ditmar Paperbacks
- Nimmer dralend reeks
- Notendopserie

## O
- Oki en Doki kinderboekenreeks
- Olympus non-fictie
- Onze Zendingsvelden
- Ooievaar Pockets
- Otto Onge-serie

## P
- Paardenranch Heartland
- Palladium klassieke tekstuitgaven
- Pandora Pockets
- Pantheon der Nobelprijswinnaars Literatuur
- Palladium Reeks
- Palladium-reeks
- Parel pockets
- Pastel Reeks
- Pelle Svanslös
- Pendragon
- Penta Pockets
- Perpetua-reeks van Athenaeum
- Perry Rhodan
- Phoenix Pockets
- Pictura: Het geïllustreerde pocketboek
- Pietje Puk
- Pim Pandoer
- Pinkeltje
- Plaatsen van Herinnering
- Poema-pocket
- Poëtisch Erfdeel der Nederlanden
- PoëzieCentrum reeks
- Poëziereeks De Windroos
- Pool Pockets
- Prakta Paperbacks
- Prisma Klassieken
- Prisma Detectives
- Prisma Juniores
- Prisma Pockets
- Prisma Technica
- Privé-Domein
- Puk en Muk
- Pyramide Zakromans

## Q
- Quousque Tandem-reeks

## R
- Rainbow Essentials
- Rainbow Pocketboeken
- Reaal Reeks
- Reader's Digest (Het Beste Boek)
- Rechter Tie
- Rex Pocket
- Ridder Florian
- Robijn Pockets
- Romans en verhalen in Elsevierpockets
- Romantische Meesterwerken
- Rozemarijntje
- Ruimteverkenner Mark Stevens
- Russische Bibliotheek
- Russische Miniaturen

## S
- Salamander Klassiek
- Salamanderpockets
- Saskia Pockets
- Scala SF
- Serie Monografieën over Filmkunst
- Servire's encyclopedie
- Shell Journaal
- Singel 262
- Sneeuwbal Serie
- Snoeck's Miniatuurreeks
- Stoa-reeks
- Stormgebieder-trilogie
- Succes Reeks
- SUNschrift

## T
- Tarzan
- Tecumseh reeks
- Terra Lannoo
- Terrier Jeugdpockets
- Tina Boeken Reeks
- Tiny
- Tschai, de waanzinnige planeet
- TV Pockets
- Tweelingentrilogie

## U
Uoni kinderboekenreeks

## V
- Van Duuren Informatica
- Valken Serie
- Veen's gele bibliotheek
- Veldboeket-serie
- Verboden Boeken - de Volkskrant
- Verboden Boeken - Het Parool
- Verkade-albums
- Verzamelde werken Dostojevski
- Vijftig tinten serie
- Vlaamse bibliotheek
- Vlaamse Filmpjes
- Vlaamse Pockets
- Voor Dummies
- Voor onze kleinen
- Vroege Lijsters

## W
- Wanda Moens-serie
- Wat en Hoe wandelgidsen
- Wereldpoëzie. De mooiste gedichten van_ (De Morgen)
- Winnaars Collectie
- Witte Raven
- Woezel en Pip
- Wolf

## X Y Z
- Zomerlezen
- Zwarte Beertjes
- Zwarte Beertjes Hobby-reeks
- Zwarte Beertjes Jeugd-pockets